# Mitch Landrieu
Pour les articles homonymes, voir Landrieu.
Mitchell « Mitch » Joseph Landrieu, né le 16 août 1960 à La Nouvelle-Orléans, est un homme politique américain, membre du Parti démocrate. Il est le haut conseiller du président Joe Biden.
Il est maire de La Nouvelle-Orléans de 2010 à 2018.

## Biographie
Membre de la famille Landrieu, il est le fils de Maurice Landrieu, maire de La Nouvelle-Orléans de 1970 à 1978 et secrétaire au Logement des États-Unis, qui est le dernier maire blanc de la ville (noire à plus de 68 %) jusqu'à l'élection de son fils. Sa sœur, Mary Landrieu, est sénatrice de la Louisiane de 1997 à 2015.
En 1987, il commence sa carrière politique en étant élu à la Chambre des représentants de Louisiane, où il demeure en poste pendant seize ans. Il est élu en novembre 2003 lieutenant-gouverneur de Louisiane, fonction qu'il occupe de janvier 2004 à mai 2010.
Le 6 février 2010, il est élu maire de La Nouvelle-Orléans, avec 67 % des voix, succédant ainsi à Ray Nagin. Il promet de lutter contre la corruption et la criminalité et d'accélérer la reconstruction de la ville après l'ouragan Katrina de 2005. Lors de son investiture, le 3 mai suivant, en tant que nouveau maire, il qualifie la police de La Nouvelle-Orléans de « l'une des pires du pays »  et demande officiellement à l'administration fédérale d'intervenir afin de s'occuper de la corruption et de l'incompétence du département, sujet à d'innombrables accusations de racisme.
Le 1er février 2014, il est réélu pour un second mandat de quatre ans avec 64 % des suffrages.
Le 7 mai 2018, il quitte ses fonctions, où il est remplacé par LaToya Cantrell.